# Dani Hernández
Daniel ("Dani") Hernández Santos (Caracas, 21 oktober 1985) is een voetballer uit Venezuela, die speelt als doelman. Hij kwam uit voor verschillende clubs in Spanje, voordat hij in de zomer van 2015 werd vastgelegd door CD Tenerife.

## Interlandcarrière
Onder leiding van bondscoach César Farías maakte Baroja zijn debuut voor het Venezolaans voetbalelftal op 7 september 2010 in de vriendschappelijke wedstrijd tegen Ecuador (1-0) in Barquisimeto. Hij nam datzelfde jaar met zijn vaderland deel aan de strijd om de Copa América in Argentinië. Hij werd in 2015 uit de basis verdrongen door Alain Baroja.
1 Baroja ·
2 Ángel ·
3 Túñez ·
4 Vizcarrondo ·
5 Amorebieta ·
6 Cichero ·
7 Miku ·
8 Rincón ·
9 Rondón ·
10 Vargas ·
11 González ·
12 Dani ·
13 Seijas ·
14 Lucena ·
15 Guerra ·
16 Rosales ·
17 Martínez ·
18 Arango ·
19 Acosta ·
20 Perozo ·
21 Rivas ·
22 Murillo ·
23 Faríñez ·
Coach: Sanvicente